# Atti dell' Imperiale Regia Accademia di Scienze, Lettere ed Arti Degli Agiati di Rovereto
Atti dell' Imperiale Regia Accademia di Scienze, Lettere ed Arti Degli Agiati di Rovereto (abreviado Atti Imp. Regia Accad. Rovereto) es una revista con descripciones botánicas  editada  en Italia desde el año 1826 hasta ahora.

## Publicación
- Serie 1 Vol. 1-?, 1826-?;
- Serie 2, vols. 1-12, 1883-1894;
- Serie 3, vols. 1-18, 1895-1912;
- Serie 4, vol. 1+, 1913+